# Eulepidotis schedoglauca
Eulepidotis schedoglauca är en fjärilsart som beskrevs av Dyar 1914. Eulepidotis schedoglauca ingår i släktet Eulepidotis och familjen nattflyn. Inga underarter finns listade i Catalogue of Life.